# جان وودوارد
جان وودوارد (انگلیسی: John Woodward؛ زادهٔ ۱۰ ژانویهٔ ۱۹۴۹) بازیکن فوتبال اهل اسکاتلند است.

## باشگاهی
از باشگاه‌هایی که در آن بازی کرده‌است می‌توان به باشگاه فوتبال آرسنال، باشگاه فوتبال یورک سیتی اشاره کرد.

## تیم ملی
وی همچنین در تیم ملی فوتبال اسکاتلند بازی کرده است.